# تروي داياك
تروي داياك (بالإنجليزية: Troy Dayak)‏ هو معلق رياضي ومدرب كرة قدم ولاعب كرة قدم أمريكي في مركز الدفاع، ولد في 21 يناير 1971 في والنوت كريك في الولايات المتحدة. شارك مع منتخب الولايات المتحدة لكرة القدم. أما مع النوادي، فقد لعب مع سان خوسيه إيرثكويكس.

## وصلات خارجية
- تروي داياك على موقع الاتحاد الدولي (مؤرشف)  (الإنجليزية)
- تروي داياك على موقع الدوري الأمريكي (الإنجليزية)
- تروي داياك على موقع قاعدة بيانات كرة القدم.إي يو (الإنجليزية)
- تروي داياك على موقع ناشيونال فوتبول تيمز (الإنجليزية)
- تروي داياك على موقع أوليمبيديا (الإنجليزية)